# KYOTO EXPERIMENT
KYOTO EXPERIMENT（別名：京都国際舞台芸術祭、Kyoto International Performing Arts Festival、きょうとこくさいぶたいげいじゅつさい）は京都府京都市で開かれる舞台芸術のフェスティバル。2010年より例年10月頃に開催されている。初代ディレクターは橋本裕介氏。